# Garnahovit
Garnhovit là một đô thị thuộc tỉnh Aragatsotn, Armenia. Dân số ước tính năm 2011 là 504 người.